# Снайпер (фільм, 1952)
«Снайпер» (англ. The Sniper) — американський кримінальний фільм нуар 1952 року американського режисера українського походження Едварда Дмитрика за мотивами історії Едни та Едварда Ангальта. Кінострічка брала участь у конкурсній програмі Каннського кінофестивалю у 1953 році.

## Сюжет
Уже з перших кадрів фільму глядач розуміє, що психопат Едді Міллер (Артур Франц) є злочинцем, яким заволоділо уявлення, що він повинен вбити кожну гарну жінку-брюнетку, яка зустрічається на його шляху. Ця ненависть посилюється, якщо він відчуває потяг до жінки, яка виявляється для нього недосяжною, він схильний сприймати це як особисту образу. Деяку симпатію глядачів викликають жалюгідні спроби Міллера позбутися своєї одержимості, коли він обпікає праву руку притискаючи її до електричної плитки.

## Ролі виконують
- Адольф Менжу — лейтенант поліції Франк Кафка
- Артур Франц[en] — Едвард «Едді» Міллер
- Джеральд Могр[en] — сержант поліції Джо Ферріс
- Мері Віндзор[en] — Джін Дарр
- Річард Кілі[en] — доктор Джеймс Кент

## Навколо фільму
- Багато сцен фільму було знято надворі в районі Телеграфного па́горба[en] у Сан-Франциско 1952 року. Для художнього фільму такі кадри залишаються неперевершеними за різноманітністю. Хоч незважаючи на всі знакові краєвиди Сан-Франциско, назва міста у фільмі не згадується.
- Едді стріляє патронами 30 калібру з американського легкого військового самозарядного карабіну M1 часів Другої світової війни. Таку зброю зазвичай використовували десантники, про що свідчить складний приклад.